# دهه ۱۴۹۰ (پیش از میلاد)
دهه ۱۴۹۰ (پیش از میلاد) صد و چهل و نهمین دهه قبل از مبدا شروع تقویم میلادی است.